# 13. август
13. август (13.08.) је 225. дан у години по грегоријанском календару (226. у преступној години). До краја године има још 140 дана.

## Догађаји
- 1521 — Шпански конкистадор Ернан Кортес је након тромесечне опсаде заузео астечки град Теночтитлан и заробио краља Квотемока.
- 1532 — Војводство Бретања је припојено Француској.
- 1624 — Француски краљ Луј XIII за премијера поставио кардинала Ришељеа.
- 1792 — Француски револуционари ухапсили чланове краљевске породице три дана по укидању монархије и збацивања краља Луја XVI.
- 1806 — Српски устаници су поразили османлијску војску у бици на Мишару.
- 1814 — Уједињено Краљевство и представници Низоземске републике су потписали споразум којим су Холанђанима враћене територије у поседу пре Наполеонових ратова осим Рта довре наде.
- 1860 — Которски атентат - убиство књаза Данила Петровића Његоша од стране Тодора Кадића у  Котору.
- 1868 — У Перуу и Еквадору серија земљотреса усмртила око 25.000 људи.
- 1898 — Америчке снаге у Шпанско-америчком рату заузеле Манилу.
- 1898 — Карл Густав Вит је открио 433 Ерос, први откривени астероид близак Земљи.
- 1914 — Путнички брод СС Барон Гауч ударио је у морску мину 8 mi (13 km) од Ровиња усмртивши 250 путника.
- 1923 — Мустафа Кемал Ататурк постао први председник Турске. Током владавине, до смрти, 1938, спровео радикалне реформе у земљи, приближивши Турску Европи.
- 1961 — Власти Источне Немачке затвориле границу између Источног и Западног Берлина код Бранденбуршке капије и почеле изградњу 155 km дугачког зида према граници са Западном Немачком.
- 1964 — У Уједињеном Краљевству извршене последње смртне казне вешањем два затвореника у Ливерпулу и Манчестеру, осуђених на смрт због убиства.
- 1993 — Више од 120 људи погинуло када се у Тајланду срушио шестоспратни хотел.
- 1998 — Швајцарске банке и јеврејске групе постигли споразум којим је предвиђена сума од милијарду и 250 милиона долара компензације за жртве холокауста у Другом светском рату.
- 2001 — Политички лидери Македонаца и Албанаца у Охриду потписали мировни споразум којим су окончани вишемесечни сукоби у Македонији.
- 2003 — Либија и породице жртава бомбашког напада на авион Пан Ама над језером Локерби у Великој Британији, око 20 година раније, постигли договор о надокнади штете од 2,7 милијарди долара. У експлозији авиона страдало 270 особа.
- 2003 — Непознате особе су убиле двоје српске деце у селу Гораждевац док су се купали у реци Бистрици.
- 2008 — Руска војска је заузела град Гори током рата у Грузији.

## Рођења
- 1814 — Андерс Јонас Ангстрем, шведски физичар. (прем. 1874)
- 1826 — Данило Петровић, црногорски кнез. (прем. 1860)[1]
- 1867 — Џорџ Бенџамин Лакс, амерички сликар и илустратор. (прем. 1933)
- 1871 — Карл Либкнехт, немачки социјалистички политичар. (прем. 1919)
- 1888 — Џон Логи Берд, шкотски инжењер и проналазач, познат по томе што је извео први пренос ТВ слике. (прем. 1946)
- 1899 — Алфред Хичкок, енглески редитељ, продуцент и сценариста. (прем. 1980)
- 1912 — Салвадор Е. Лурија, италијанско-амерички микробиолог, добитник Нобелове награде за физиологију или медицину (1969). (прем. 1991)
- 1913 — Макариос III, кипарски архиепископ и политичар, 1. председник Кипра. (прем. 1977)
- 1918 — Фредерик Сангер, британски биохемичар, двоструки добитник Нобелове награде за хемију (1958, 1980). (прем. 2013)
- 1926 — Фидел Кастро, кубански комунистички револуционар и државник. (прем. 2016)
- 1935 — Живко Чинго, македонски књижевник и драматург. (прем. 1987)[2]
- 1948 — Милан Радуловић, српски књижевник и политичар. (прем. 2017)
- 1949 — Горанка Матић, српска историчарка уметности и фотографкиња. (прем. 2025)
- 1952 — Горица Поповић, српска глумица и певачица.
- 1955 — Пол Гринграс, енглески редитељ, продуцент и сценариста.
- 1962 — Џон Слатери, амерички глумац и редитељ.
- 1963 — Шридеви, индијска глумица и продуценткиња. (прем. 2018)
- 1968 — Златан Стипишић, хрватски музичар.
- 1970 — Алан Ширер, енглески фудбалер.[3]
- 1972 — Сања Радан, српска ТВ водитељка.
- 1975 — Хана Јовчић, српска глумица и виолинисткиња.
- 1982 — Себастијан Стен, румунско-амерички глумац.
- 1984 — Аљона Бондаренко, белоруска тенисерка.
- 1984 — Нико Крањчар, хрватски фудбалер.
- 1986 — Станко Бараћ, хрватски кошаркаш.
- 1986 — Немања Протић, српски кошаркаш.
- 1990 — Демаркус Казинс, амерички кошаркаш.
- 1991 — Александар Качаниклић, шведски фудбалер.
- 1992 — Лукас Мора, бразилски фудбалер.
- 1993 — Виктор Рашовић, српски ватерполиста.
- 1996 — Саша Лукић, српски фудбалер.

## Смрти
- 613 — Фабија Еудокија, прва супруга византијског цара Ираклија.
- 1826 — Рене Лаенек, француски лекар, изумео стетоскоп (рођ. 1781).
- 1863 — Ежен Делакроа, француски сликар, представник романтизма у француском сликарству (рођ. 1798).
- 1882 — Вук Врчевић, српски сакупљач народних умотворина и дипломата (рођ. 1811).
- 1910 — Флоренс Најтингел, енглеска медицинска сестра, основала прву школу за болничарке.
- 1912 — Жил Масне, француски композитор. (рођ. 1842).
- 1917 — Едуард Бухнер, немачки хемичар, добитник Нобелове награде. (рођ. 1860)
- 1946 — Херберт Џорџ Велс, енглески књижевник. (рођ. 1866).
- 1984 — Тигран Петросјан, јерменски шахиста и шампион света у шаху (рођ. 1929).
- 1985 — Слободан Алигрудић, истакнути српски и југословенски глумац (рођ. 1934).
- 2009 — Лес Пол, амерички гитариста џез музике (рођ. 1915).
- 2018 — Звонко Бего, југословенски фудбалер (рођ. 1940).

## Празници и дани сећања
- Међународни дан леворуких особа